# Desigualdad de Fisher
La desigualdad de Fisher (Fisher's inequality en inglés) es una condición necesaria por la existencia de un diseño de bloque incompleto balanceado lo cual satisface ciertas condiciones prescritas en la matemática combinatoria. Delineado por Ronald Fisher, un genetista de las poblaciones y estadístico, se preocupó por los diseños experimentales y estudiaba la diferencia entre varias variedad de las plantas, cada una abajo de un número de diferentes condiciones de cultivo, que se llaman bloques.
Asume:
- v es el número de variedades de plantas;
- b es el número de bloques.

Se exigió que:
- k variedades distintas están en cada bloque, k < v; no hay variedad que ocurra dos veces en algún bloque;
- dos variedades ocurran juntas en exactamente λ bloques;
- cada variedad ocurra en exactamente r bloques.

La desigualdad de Fisher dice que:
{\displaystyle b\geq v.\,}

## Prueba
Asume que la matriz de incidencia M sea una v×b matriz definida para que Mi,j es 1 si elemento i está en bloque j y 0 no. Luego B=MMT es una matriz v×v tal que Bi,i = r y Bi,j = λ por i ≠ j. Dad que r ≠ λ, det(B) ≠ 0, así rango(B) = v; por otra parte, rango(B) = rango(M) ≤ b, así v ≤ b.

## Generalidades
La desigualdad de Fisher es válido por clases más generalizadas de diseño. Un «diseño balanceado que ocurre en pares» es un grupo X junto con una familia de subconjuntos de X (lo cual no hace falta tener el mismo tamaño ni contener repeticiones) tal que cada par de elementos distintos de X se contiene exactamente en λ (un entero positivo) conjuntos. El grupo X se pueda hacer uno de los subconjuntos, y si todos los subconjuntos son de X, el «diseño balanceado que ocurre en pares» se llama trivial. El tamaño de X is v y el número de otros subconjuntos en la familia, contado con multiplicidad, es b.
Teorema: Por cualquier «diseño balanceado que ocurre en pares» que no es trivial, v ≤ b.
Este resultado generaliza el teorema de Erdős-De Bruijn:
Por un PBD con λ = 1 que no tenga bloques de tamaño 1 o tamaño v, v ≤ b, con igualdad si el «diseño balanceado que ocurre en pares» sea un plano proyectivo.